# Anna Thalbach
Anna Maria Thalbach (Berlino Ovest, 1º giugno 1973) è un'attrice tedesca.

## Filmografia parziale

### Cinema
- Justiz, regia di Hans W. Geißendörfer (1993)
- Killer Condom (Kondom des Grauens), regia di Martin Walz (1996)
- Paura.com (FeardotCom), regia di William Malone (2002)
- König der Diebe, regia di Ivan Fíla (2004)
- La caduta - Gli ultimi giorni di Hitler (Der Untergang), regia di Oliver Hirschbiegel (2004)
- Krabat e il mulino dei dodici corvi (Krabat), regia di Marco Kreuzpaintner (2008)
- La banda Baader Meinhof (Der Baader Meinhof Komplex), regia di Uli Edel (2008)
- A Dangerous Method, regia di David Cronenberg (2011)

### Televisione
- Heimat 2 - Cronaca di una giovinezza (Die zweite Heimat - Chronik einer Jugend), regia di Edgar Reitz (1992)
- Alles über Anna (2006)
- Flemming (2009 - 2012)
- Carlos, regia di Olivier Assayas (2010)